# رالوکا اولارو
 رالوکا اولارو (انگلیسی: Raluca Olaru؛ زادهٔ ۳ مارس ۱۹۸۹) یک تنیس‌باز اهل رومانی است.